# マティアス・クピアイネン
マティアス・クピアイネン（Matias Kupiainen 1983年5月11日 -   ）は、フィンランド・ヘルシンキ出身のヘヴィメタルバンド、ストラトヴァリウスのギタリスト。
4歳からギターを始め、シベリウス・アカデミーで音楽議論と音楽技術を学んだ。ヘルシンキ・ポップ・ジャズ音楽院でも音楽を学んでいる。2006年、グラインド・コアユニットのFist in Fetusを結成。2007年にはフィンランドのメタルフェスティバルにも出場している。
ヘルシンキの音楽スタジオを所有しており、ミキサーや音楽プロデューサーとしての活動や、Shred Circusなどの音楽プロジェクトでも活動していたが、2008年春にストラトヴァリウスのギタリストのティモ・トルキが事実上脱退したため、ベーシストのラウリ・ポラーの紹介で後任ギタリストとしてストラトヴァリウスに加入した。10年ほど前はスピードメタルが好きで、ストラトヴァリウスのファンでもあった。

## 使用機材
- TC-Electronic G-System
- TC-Electronic M-3000
- TC-Electronic Finalizer
- Sony DSP V-77
- ENGL 530 Modern Rock
- Hughes & Kettner Tubeman+
- Chandler Tubedriver
- Mesa/Boogie 20/20
- Carlsbro 4x12 60w Celestion
- Boss Super Overdrive
- Boss Expression & Volume Pedals
- Morley A/B Box
- Sennheiser Wireless
- Digidesign 002 rack + Pro Tools 7
- MacBook 13¨ 2,2GHz 2Gb RAM

## ディスコグラフィ
- Guitar Heroes 2007年
- Fist in Fetus (2007年)

Stratovarius
- Polaris (2009年)